# Marcelo Tas
Marcelo Tristán Athayde de Souza, más conocido por su seudónimo de Marcelo Tas (Ituverava, 10 de noviembre de 1959), es un director, presentador y escritor de televisión brasileño.

## Biografía
Se graduó en ingeniería civil de la Escuela Politécnica de la Universidad de São Paulo en 1982. Comenzó sus estudios de radio y TV en la Escuela de Comunicación y Artes de la Universidad de São Paulo en 1980, pero no los completó. Estudió luego desarrollo profesional en cine, televisión, multimedia y nuevas tecnologías, gracias al Programa de Becas Fulbright, en la Escuela de Artes Tisch de la Universidad de Nueva York, entre 1987 y 1988.
Tas fue columnista del diario O Estado de S. Paulo entre 2004 y 2005. Desde marzo de 2008, se convirtió en anfitrión de CQC en el canal Red Bandeirantes, junto a Rafinha Bastos y Marco Luque, logrando mayor relevancia a nivel nacional en la década de 2000. El programa, que seguía una línea de preguntas humorísticas sobre cuestiones políticas, recordaba a Ernesto Varela, su antiguo personaje en los años 80. Marcelo también tuvo su propio blog, Blog do Tas (www.blogdotas.com.br), gestionado por UOL desde agosto de 2003.
Nacido en 1959, Marcelo Tristán Athayde de Souza es uno de los personajes más versátiles de la prensa brasileña, ha sido un reportero, actor, presentador, escritor y director de la televisión y la radio.
Se hizo conocido en Brasil por su personaje cómico Ernesto Varela, un periodista de ficción irónico que realizaba preguntas incómodas a políticos en la época de la apertura política en Brasil. Hizo historia con su pregunta directa a Paulo Maluf que, sorprendido, abandonó la habitación en la que se realizaba la entrevista. Marcelo le preguntó:
"Muchas personas no gustan del señor, dicen que es corrupto. ¿Es cierto eso, diputado?"
También fue famosa una pelea que tuvo con el entonces líder de la Confederación Brasileña de Fútbol (CBF), Nabi Abi Chedid, detrás de las escenas de la Copa Mundial de Fútbol de 1986.
También tuvo repercusión su participación en los programas Video Show, de TV Globo (entre abril y agosto de 1987, donde era conocido como "Cabeza Blanca", una referencia al personaje de la televisión inglesa Max Headroom), Vitrine, en TV Cultura, y Saca-Rolha, junto a Lobão y Mariana Weickert, en Red 21 y más tarde en PlayTV. Además, se desempeñó como director y guionista de los programas galardonados internacionalmente Rá-Tim-Bum (donde interpretaba al estereotipado profesor Tiburcio) y Castillo Rá-Tim-Bum (en Telekid). Por otro lado, escribió guiones para Programa Legal y coordinó la creación de 1.140 ediciones de Telecurso 2000.

## Festivales y premios

### 1980 - 1984
- FESTRIO - Festival Internacional de Río de Janeiro.
- Tucán de Oro - Mejor Video Experimental "Varela en el Congreso, de Río de Janeiro-RJ.

### 1985
- - Cinéma du Réel
  - Centro Georges Pompidou, París, Francia 1987
  - Beca Fullbright Universidad de Nueva York, Nueva York, Estados Unidos
  - BRASIL PROYECTOS, P.S.1

### Nueva York, Estados Unidos
- - Videobrasil Festival Internacional de Arte para la electrónica
  - "EL MUNDO EN EL AIRE", Mejor Montaje - Mejor Video Jurado Popular, São Paulo-SP

### 1988
- - Retrospectiva del año (1988/1958) Red Record. 1 de enero de 1988.
  - Festival Internacional de las Artes, Nueva York, Estados Unidos

### 1990
- - NIÑO Premio de la Fundación 1990 Fundación para los Derechos del Niño - "Ra-Tim-Bum"
  - PREMIO CORAL - 12 º Festival Internacional del Nuevo Cine Latinoamericano de Cuba - "Ra-Tim-Bum"
  - MEDALLA DE ORO Festival de Nueva York - Children's Program - "Ra-Tim-Bum"
  - INPUT International Public Television Screening Conference Presentation: "Varela Serra Pelada", Edmonton, Canadá
  - Manifestación Internacional de Vídeo y Televisión
  - Montbelliard, Francia
  - World Wide Video Festival, Den Haag, Países Bajos,
  - Video-instalación "TV Mundo"
  - Tucano Festival Internacional del Arte, Río de Janeiro, Río de Janeiro

### 1991
- - Nueva York, Festival de Cine y TV
  - Medalla de Oro-Mejor Programa Infantil "Ra-Tim-Bum", Nueva York, Estados Unidos

### 1992
- - APCA - Programa para niños "Ra-Tim-Bum"

### 1993
- - Festival dei Popoli, Florencia, Italia

### 1994
- - APCA - Programa para niños "Castelo Ra-Tim-Bum"
  - Exposición "50 años de la TV y +"

Video-instalación "TV Mundo", Oca, Ibirapuera, Sao Paulo-SP
New York Festival - Medalla de Plata
Categoría Infantil, "Castelo Ra-Tim-Bum"
Videobrasil Festival Internacional de Arte Electrónico
Instalación de video: "Monster House", el SESC Pompéia / Sao Paulo-SP

### 1996
INPUT International Public Television Screening Conference
Presentación: "Los nietos do Amaral", Guadalajara, México

### 1997
VII PREMIO LEONARDO DA Fundazione Medikinale Internacional
Premio Especial - Mejor Programa de Relaciones Exteriores, "Ciencia Minuto", Parma, Italia
DIGITAL-Digital Dialectos
Academy of Media Arts, Colonia, Alemania

### 1998
1 de América Latina de Televisión RAL
Mejor programa para niños y jóvenes "Ciencia Minuto", Gramado-RS
Premio Ciudad de Montreal
Teleciencia Festival, Categoría Producir para los niños "Minutos" Ciencia, Montreal, Canadá
Bolsa de Arte Vitae
Categoría: Cine y Video, São Paulo-SP

### 2000
IDP - Premio del Ministerio de Arte y Tecnología
Certificado por el uso innovador de las nuevas tecnologías "Showcase", Sydney, Australia
Transmediale, International Media Art Festival
Berlín, Alemania

### 2001
CARLTON-Festival de las Artes
Curador, São Paulo-SP

### 2003
- - Videobrasil Festival Internacional de Arte Electrónico
  - Video: "Un día en Alemania con Waly, SESC Pompéia, Sao Paulo-SP
  - Premio "Casperito" Persona del Año 2002, Categoría TV. Escuela de Comunicación de Casper Libero, São Paulo-SP